# 오스카 바르낙

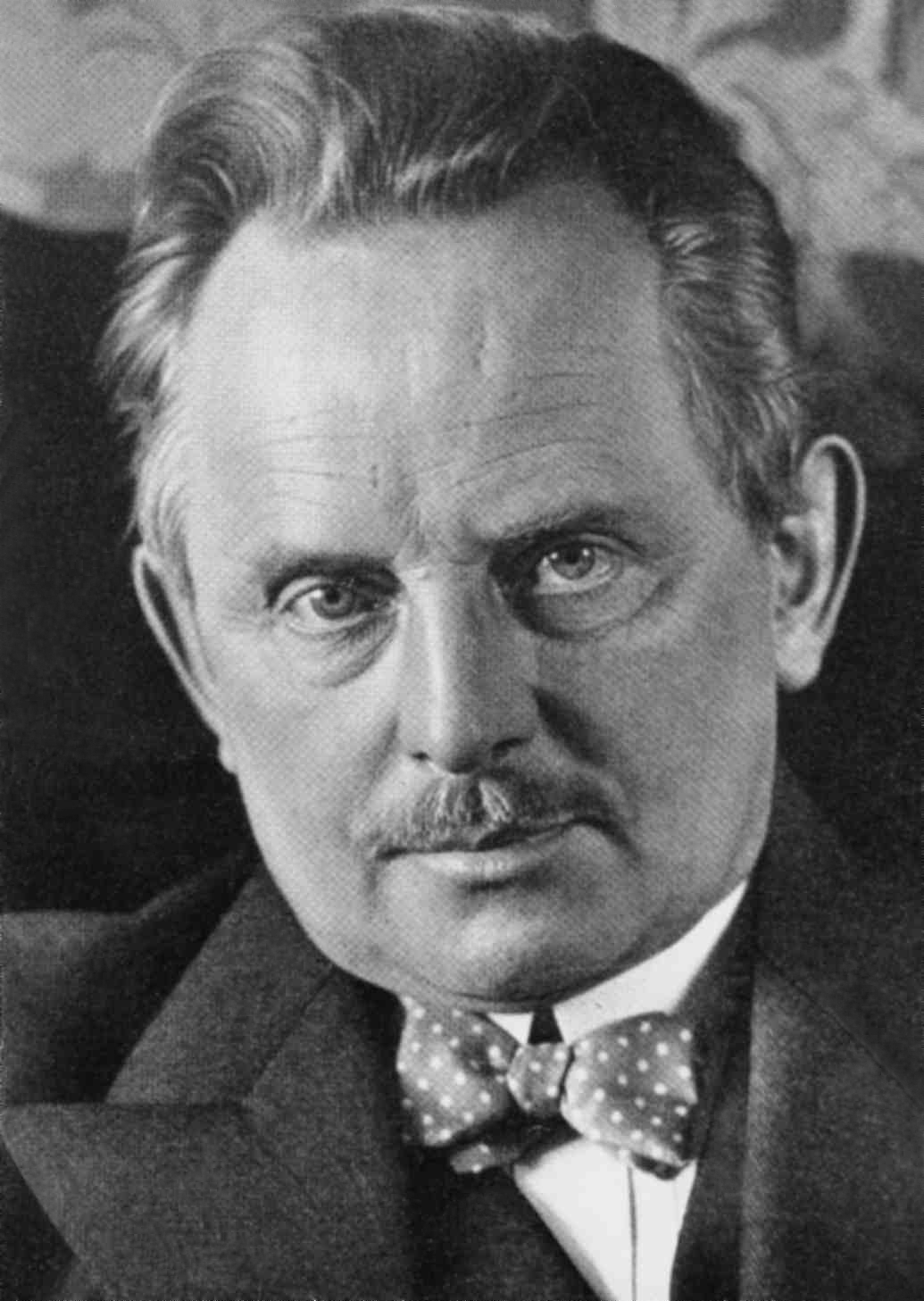
오스카 바르낙

오스카 바르낙(Oskar Barnack) -1879년 11월 1일 리노프(Lynow),누테-우어스트롬탈( Nuthe-Urstromtal)출생,1936년 1월 16일 바트 나우하임(Bad Nauheim)사망-은 독일의 정밀기계공학자이며 35mm 소형 카메라의 개척자이다.
오스카 바르낙은 벳츨라(Wetzlar)에 위치한 라이츠(Leitz)사의 필름카메라 기술개발 책임자로 일했다.
그는 영화필름을 노광할 수 있는 소형카메라를 발명하였는데 그것은 커다란 메인 필름 매거진을 열어보지 않고도
필름에 노광이 제대로 되었는지 확인하기 위한 용도였다.
그의 여가 시간에 그는 풍경사진을 주로 촬영하였는데 지병인 천식때문에 크고 무거운 대형 카메라를 들고다니지 못했다.
그래서 그는 1913/14년도에 개인적으로 35mm 롤필름 메거진을 사용할 수 있는
24mmx36mm 촬상면적을 가진 세계 최초 소형 판형의 카메라 개발을 시작한다.
1차 세계대전의 영향으로 개발은 지연되었으나 1924년 첫 번째 라이카(Leitz Camera)는 양산을 완료 1925년 시장에 첫선을 보이게 된다.
과거 사용되던 쉬트 필름 대신 당시 유행하던 35mm 영화 필름의 사용으로 컴팩트한 카메라의 설계가 가능했다.
35mm 필름은 현재까지도 아날로그 르포타쥬 사진의 표준으로 사용되고 있다.
그의 탄생지인 리노프에는 오스카 바르낙 박물관이 있다.